# Paolo Maruscelli
Paolo Maruscelli (1594 – Roma, 23 ottobre 1649) è stato un architetto italiano.

## Biografia
Conosciuto anche con i cognomi Marucelli, Maroscelli, Marovelli. La sua attività inizia a Roma nel 1622, ma il suo primo progetto fu nel 1626 la chiesa di San Filippo Neri (altrove chiesa nuova degli oratoriani a Perugia. Tra i suoi lavori romani, si ricorda la facciata di Palazzo Madama, la sagrestia di Santa Maria in Vallicella e il convento di Sant'Ignazio. Nonostante il gran numero e l'importanza delle opere, "la sua figura è stata interpretata in chiave subordinata ai grandi protagonisti del barocco romano".

## Opere di Paolo Maruscelli

### Perugia
- chiesa di San Filippo Neri

### Rieti
- Cappella della Compagnia del Sacramento nel duomo di Rieti

### Roma
- Palazzo Madama
- Sagrestia di Santa Maria in Vallicella
- Sagrestia di chiesa di Santa Maria dell'Anima
- convento di Sant'Ignazio
- convento di Sant'Andrea della Valle
- cappella Filonardi in San Carlo ai Catinari
- Palazzo Spada Palazzo Spada